# Marco Antonio da Silva
Marco Antonio da Silva conegut com a Marquinhos, (Belo Horizonte, Brasil, 9 de maig de 1966) és un futbolista brasiler que el 1990 disputà un partit amb la selecció de Brasil.